# HMS Duke of Edinburgh
O HMS Duke of Edinburgh foi um cruzador blindado operado pela Marinha Real Britânica e a primeira embarcação da Classe Duke of Edinburgh, seguido pelo HMS Black Prince. Sua construção começou em fevereiro de 1903 no Estaleiro Real de Pembroke e foi lançado ao mar em junho do ano seguinte, sendo comissionado em janeiro de 1906. Era armado com uma bateria principal composta por seis canhões de 234 milímetros em seis torres de artilharia únicas, tinha um deslocamento carregado de catorze mil toneladas e alcançava uma velocidade máxima de 23 nós.
O Duke of Edinburgh teve um início de carreira relativamente tranquilo atuando na Frota do Atlântico. Este período foi marcado apenas por um incidente de encalhe em 1910. O navio estava no Mar Mediterrâneo quando a Primeira Guerra Mundial começou em meados de 1914, passando os primeiros meses escoltando comboios de tropa no Mar Vermelho vindos da Índia. Voltou para casa no final do ano e foi colocado na Grande Frota e em meados de 1916 participou da Batalha da Jutlândia, enfrentando forças de cruzadores alemães e escapando do conflito ileso.
O cruzador pouco fez na guerra depois disso, com suas principais atividades inicialmente consistindo em patrulhas de rotina pelo Mar do Norte a partir das Ilhas Shetland à procura de navios mercantes e corsários alemães. O Duke of Edinburgh foi transferido para a região da América do Norte e Mar do Caribe em meados de 1917 com o objetivo de ajudar na escolta de comboios, função que desempenhou até o fim da guerra no final ano seguinte. Voltou para casa em 1919 e foi descomissionado, permanecendo inativo até ser descartado em abril de 1920 e então desmontado.